# 치키치키 붕붕
치키치키 붕붕은 2001년 11월 5일부터 2002년 3월 29일까지 KBS에서 방영된 어린이 프로그램이다.

## 등장인물
- 치키치키
- 붕붕
- 생각하는 나무